# 우크라이나의 러시아 제품 불매 운동
우크라이나의 러시아 제품 팔기 운동은 러시아의 우크라이나에 대한 무역 제재에 항의하기 위한 시민 운동이다. 2013년 8월 14일부터 비디시의 주도로 소셜 미디어에서 구체적으로 체계화되었으며, 이후 도시나 마을에 전단지, 스티커, 포스터를 뿌리는 활동으로 확대되었다.
2013년 11월에 발생한 유로마이단에 의해 잠시 누그러들었지만, 2014년 크림 위기, 러시아 군사 개입의 영향을 받아 다시 활발해졌다. 표어는 “러시아 제품을 사지마! (우크라이나어: Не купуй російське! 네 쿠푸이 로시스케![*])”, “러시아 제품을 보이콧하자! (우크라이나어: Бойкотуй російське! 보이코투이 로시스케![*])”이다.

## 원인
운동 참가자들은 원인을 러시아가 우크라이나에게 행한 경제 공격으로 짚었다. 2013년 8월 14일, 러시아 연방 관세청은 우크라이나의 모든 수출업자를 “요주의” 단계로 분류하고, 우크라이나 제품의 러시아 수출에 제재를 가했다.

## 불매운동

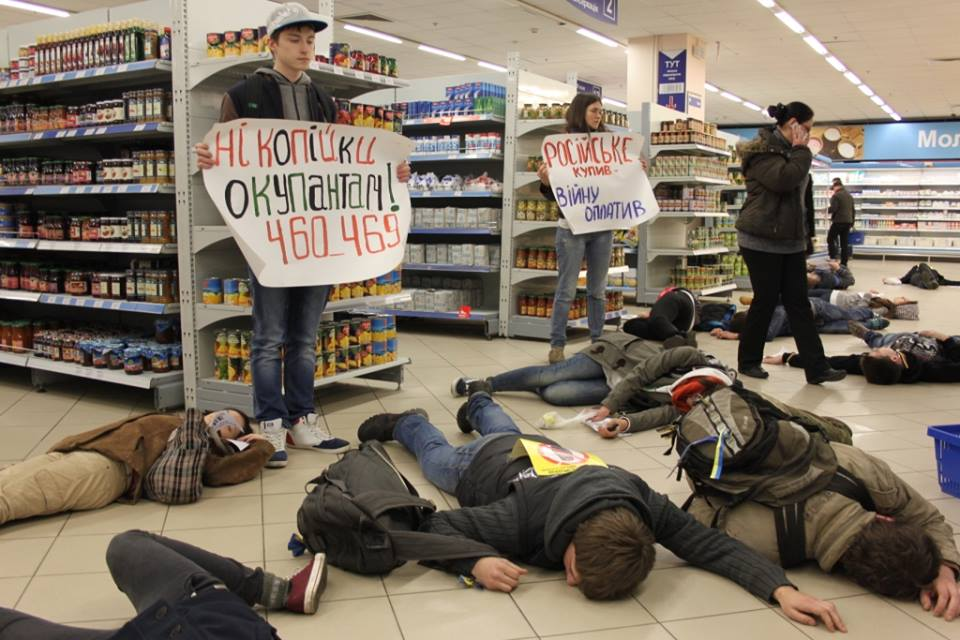
2014년 3월 15일 키이우의 불매 운동 플래시 몹

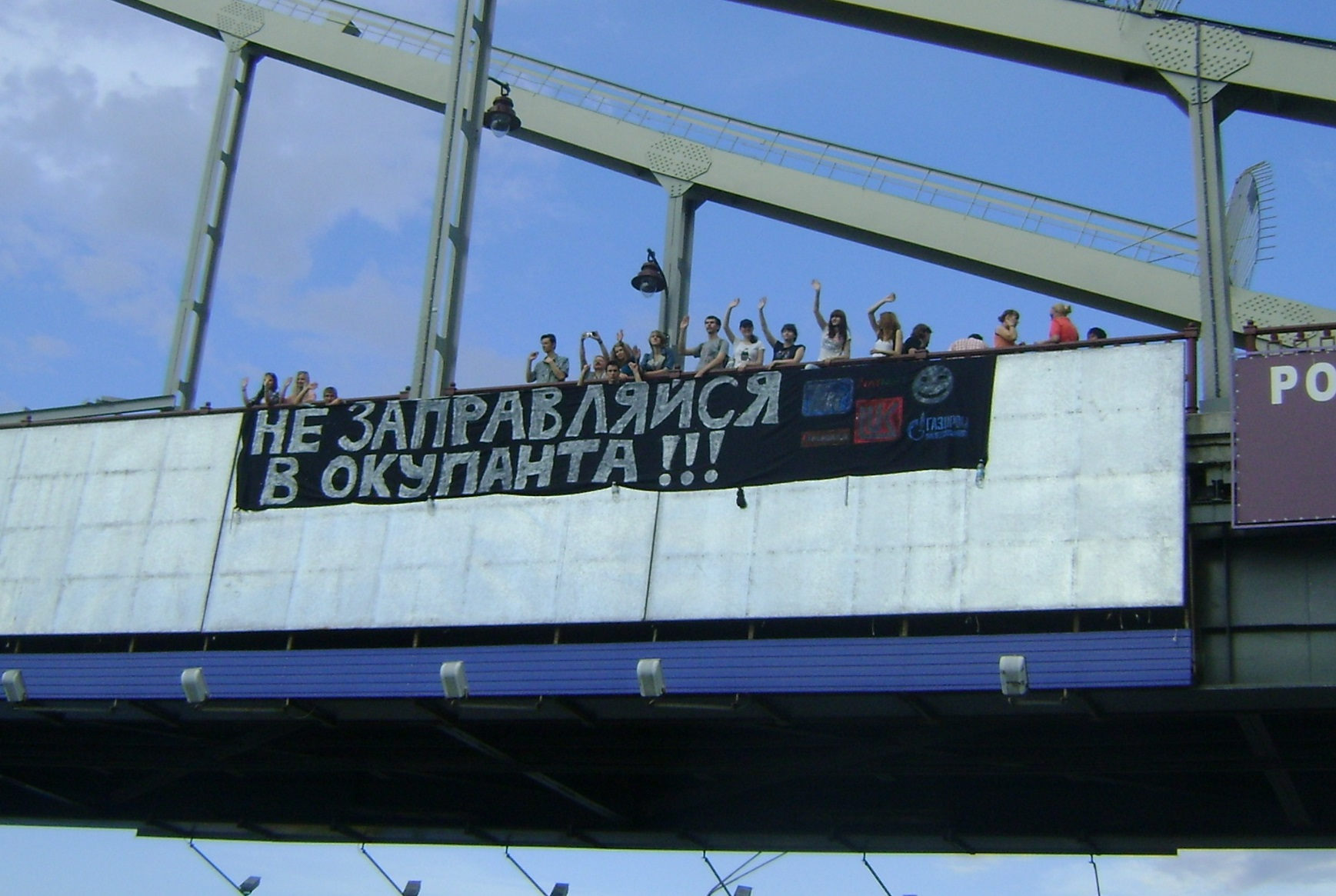
러시아 가솔린 불매운동 참여를 요청하는 활동가들의 피켓(2014.05.29)

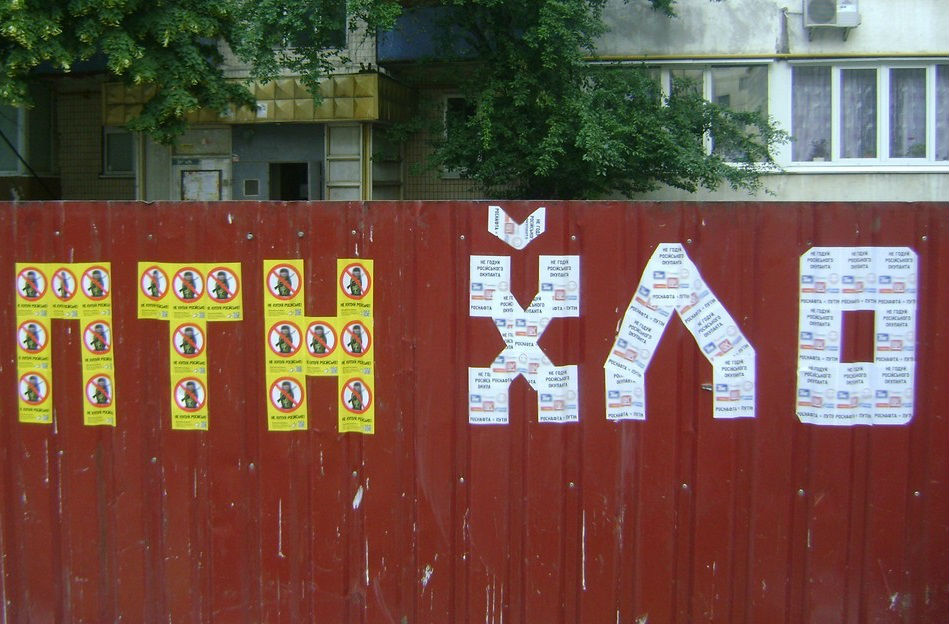
"ПТН X̆ЛО" ("푸틴 후일로!"). 브로바리. (22.06.2014)

### 우크라이나
2013년 8월 22일 키이우 대통령궁 인근에서 활동가들의 시위가 시작되면서 각종 안내문과 포스터, 스티커 등의 배부가 45개의 주요 도시에서 이뤄졌다. 러시아의 전통 인형인 마트료시카가 시위 이미지로 사용됐다.
2014년 3월 2일 SNS를 통해 활동가들은 러시아 회사들의 제품 전체에 대한 불매운동을 촉진하고자 새로운 방식을 기획한다. 러시아로의 국부 유출을 막아 군대 동원 비용에 쓰일 방도를 차단하는 것이 목적이다. 3월부터 플래시몹 공연을 슈퍼마켓, 주유소, 은행, 콘서트 장에서 실시하여 소비자들이 러시아제, 러시아은행 등을 사용하지 말 것을 촉구했다. 4월 일부 도시에서는 러시아 영화 상영을 금지하기 시작했다.
여름부터는 수도 키이우에서도 활동가들이 플래시몹 활동을 시작했으며 러시아제 식당체인이나 커피숍 체인에서 활동을 시작했다.
4월부터 일부 러시아제 제품들의 상품 라벨이 기존 러시아어에서 우크라이나어로 바뀌기 시작했다. 'Boycott Invaders'라는 어플리캐이션이 안드로이드에 출시되어 우크라이나제로 둔갑한 제품을 찾아낼 수 있게 하였다.
8월 말 러시아 영화와 연쇄제작물이 우크라이나 방송국에서 방송되지 못하도록 하는 캠페인이 시작되었다.

### 확산
3월 불매운동이 퍼지면서 라트비아, 리투아니아, 에스토니아, 폴란드, 몰도바, 조지아, 체코 등으로 확산됐다.

## 결과
우크라이나 내에서 러시아제 제품 판매실적은 2014년 봄 기준 35-50% 급감했다. 5월부터는 주요 슈퍼마켓에서 러시아 상품 조달 자체가 금지되었으며 러시아제 상품의 우크라이나 유입 또한 1/3 수준으로 줄어들었다.
스탠다드앤푸어스의 평가에 따르면 1월부터 5월까지 우크라이나 내 러시아 은행들의 예치금은 절반 이상 증발했다.

## 비판
경제학자 안드리 노박은 2014년 3월 러시아제 불매운동이 전국적으로 확산되자 이와 같은 운동은 러시아 전체 경제에 수백만 달러에 불과한 손실을 안길 뿐이라고 성명을 발표했다. 그는 러시아 경제에 대한 타격은 가장 큰 주체인 가스프롬에 타격을 입히는 것이라 주장했다.
소매 슈퍼마켓 체인의 경우 Fozzy Group은 이를 지지한 반면, Auchan, Metro Cash and Carry는 내부 정책 상 불매운동에 참여하지 않았다.
Advanter Group의 최고경영자인 안드리 딜라크는 “러시아제 불매보다도 대신, 자국 제품(우크라이나제)을 구매하는 데 집중해줄 것”을 촉구했다.

## 같이 보기
- 보이콧, 투자철회 및 제재
- 일본 상품 불매운동
- 러시아-우크라이나 전쟁 중 국제 제재
- 마그니츠키법
- 2014~2015년 러시아 경제 위기
- 비폭력 저항